# Kings Kangwa
Kings Kangwa (Kasama, Zambia, 6 de abril de 1999) es un futbolista zambiano. Juega de centrocampista y su equipo es el Hapoel Be'er Sheva de la Liga Premier de Israel.

## Trayectoria
Kangwa comenzó su carrera en el Happy Hearts FC de Lusaka. En 2017 fichó por el Hapoel Be'er Sheva israelí, aunque solo jugó en su equipo juvenil. 
Para la temporada 2019, regresó a Zambia y jugó por el Buildcon FC.
El 10 de julio de 2019 fichó por el Arsenal Tula ruso. El 29 de mayo de 2022 firmó con el Estrella Roja de Belgrado de la Superliga de Serbia. Este equipo lo cedió al K. V. Kortrijk en febrero de 2024 y lo traspasó el siguiente mes de julio al Hapoel Be'er Sheva.

## Selección nacional
Formó parte de la selección sub-20 de Zambia que jugó la Copa Sub-20 de la COSAFA de 2018. Disputó la Copa Africana de Naciones Sub-23 de 2019.
Debutó con la selección de Zambia el 9 de junio de 2019 ante Camerún en un encuentro amistoso.

## Clubes
| Club                      | País    | Año           |
| ------------------------- | ------- | ------------- |
| Happy Hearts FC           | Zambia  | 2017-2019     |
| Buildcon FC               | Zambia  | 2019          |
| Arsenal Tula              | Rusia   | 2019-2022     |
| Estrella Roja de Belgrado | Serbia  | 2022-2024     |
| K. V. Kortrijk (cedido)   | Bélgica | 2024          |
| Hapoel Be'er Sheva        | Israel  | 2024-presente |

## Estadísticas
Actualizado al último partido disputado el 13 de noviembre de 2022.
| Club                 | Div.          | Temporada     | Liga  | Liga  | Copas nacionales | Copas nacionales | Copas internacionales | Copas internacionales | Total | Total |
| Club                 | Div.          | Temporada     | Part. | Goles | Part.            | Goles            | Part.                 | Goles                 | Part. | Goles |
| -------------------- | ------------- | ------------- | ----- | ----- | ---------------- | ---------------- | --------------------- | --------------------- | ----- | ----- |
| Arsenal Tula · Rusia | 1.ª           | 2019-20       | 8     | 0     | 1                | 0                | —                     | —                     | 9     | 0     |
| Arsenal Tula · Rusia | 1.ª           | 2020-21       | 21    | 1     | 3                | 0                | —                     | —                     | 24    | 1     |
| Arsenal Tula · Rusia | 1.ª           | 2021-22       | 19    | 4     | 3                | 1                | —                     | —                     | 22    | 5     |
| Arsenal Tula · Rusia | Total club    | Total club    | 48    | 5     | 7                | 1                | 0                     | 0                     | 55    | 6     |
| Estrella Roja Serbia | 1.ª           | 2022-23       | 16    | 4     | 1                | 1                | 8                     | 1                     | 25    | 6     |
| Estrella Roja Serbia | Total club    | Total club    | 16    | 4     | 1                | 1                | 8                     | 1                     | 25    | 6     |
| Total carrera        | Total carrera | Total carrera | 64    | 9     | 8                | 1                | 8                     | 1                     | 80    | 12    |

## Palmarés

### Títulos nacionales
| Título              | Club                      | País   | Año  |
| ------------------- | ------------------------- | ------ | ---- |
| Superliga de Serbia | Estrella Roja de Belgrado | Serbia | 2023 |
| Copa de Serbia      | Estrella Roja de Belgrado | Serbia | 2023 |
| Copa de Israel      | Hapoel Be'er Sheva        | Israel | 2025 |
| Supercopa de Israel | Hapoel Be'er Sheva        | Israel | 2025 |

## Vida personal
Su hermano Evans también es futbolista e internacional por Zambia.